# Wasting Love
Wasting Love – ballada heavymetalowa zespołu Iron Maiden, wydana jako trzeci singel pochodzący z albumu Fear of the Dark. Został wydany we wrześniu 1992. Jest to jedyny jak do tej pory singel zespołu utrzymany w klimacie ballady. Jest też jednym ze słabiej znanych wydawnictw zespołu.
Singel nie trafił na rynek brytyjski, nie pojawił się także w kontynentalnej Europie (z wyjątkiem Holandii). Pojawił się on natomiast w amerykańskich stacjach radiowych. „Wasting Love” było pierwszym w historii singlem Iron Maiden, który nie został wydany w wersji winylowej. Jest również trzecim w historii, na którego okładce nie pojawia się Eddie (poprzednie to „Running Free (live)” i „From Here to Eternity”).
Strona B zawiera trzy utwory w wersjach na żywo, nagrane na londyńskim stadionie Wembley 17 grudnia 1990, na trasie koncertowej promującej album No Prayer for the Dying.

## Teledysk
Do utworu został nagrany teledysk, przedstawiający mężczyznę, którego ciało pokryte jest wytatuowanymi imionami zdobytych przez niego kobiet. Został on jednak przez nie porzucony, co jest przyczyną jego rozpaczy i uczucia samotności.

## Lista utworów
1. „Wasting Love” (Bruce Dickinson, Janick Gers) – 4:55
2. „Tailgunner” (na żywo) (Steve Harris, Bruce Dickinson) – 4:05
3. „Holy Smoke” (na żywo) (Dickinson, Harris) – 3:35
4. „The Assassin” (na żywo) (Harris) – 4:25

## Twórcy
- Bruce Dickinson – śpiew
- Dave Murray – gitara
- Janick Gers – gitara, podkład wokalny
- Steve Harris – gitara basowa, podkład wokalny
- Nicko McBrain – perkusja